# Embryotoxizität
Embryotoxizität ist die Eigenschaft körperfremder Stoffe (Xenobiotika), schädliche Wirkungen auf das sich entwickelnde Kind durch Aufnahme über den Mutterleib während der Embryonalphase hervorzurufen. Da während dieser Phase, die beim Menschen vom 18. Schwangerschaftstag bis zur 8. Schwangerschaftswoche andauert, die Organanlagen gebildet werden und die Organdifferenzierung erfolgt, ist mit Organschäden nach Einwirkung embryotoxischer Stoffe zu rechnen. Die Embryotoxizität kann sich, je nach Schwere, in Letalität, Teratogenität oder Wachstumsverzögerung äußern.